# SolidRun
SolidRunは、シングルボードコンピュータを開発、製造するイスラエルの企業。

## 概要
2010年に創業して主力製品であるHummingBoard（ハミングボード）を開発、製造する。

## 製品

### HummingBoard
同社の主力商品でRaspberry Piが採用する700MHz ARMチップより高性能な1GHz ARMチップを搭載していて、HDMIやGPIOに対応しており、CPUとメモリユニットを交換することも可能。